# Sami arquitectos
Os Sami arquitectos é um ateliê de arquitectura, formado em 2005 pelos arquitectos Portugueses, Miguel Vieira e Inês Vieira da Silva.
Foram seleccionados para vários prémios, dos quais se destaca "European Union Prize for Contemporary Architecture - Mies Van Der Rohe Award 2007", com o edifício "Centro de Visitantes da Gruta das Torres", na ilha do Pico. Também obtiveram o 1º lugar no Prémio Tektónica.